# إدي نيوتن
إدي نيوتن (بالإنجليزية: Eddie Newton)‏ (13 دجنبر 1971 هامرسميث المملكة المتحدة) هو لاعب كرة قدم بريطاني كان يلعب كوسط ميدان.

## روابط خارجية
- إدي نيوتن على موقع قاعدة بيانات كرة القدم.إي يو (الإنجليزية)
- إدي نيوتن على موقع Soccerbase.com (لاعب) (الإنجليزية)
- إدي نيوتن على موقع عالم كرة القدم.نت (الإنجليزية)